# 2004 HM79
2004 HM79, também escrito como 2004 HM79, é um objeto transnetuniano que está localizado no Cinturão de Kuiper, uma região do Sistema Solar. Este corpo celeste está em uma ressonância orbital de 3:4 com o planeta Netuno. Ele possui uma magnitude absoluta de 7,5 e tem um diâmetro estimado com 139 km.

## Descoberta
2004 HM79 foi descoberto no dia 26 de abril de 2004 pelo Canada-France Ecliptic Plane Survey.

## Órbita
A órbita de 2004 HM79 tem uma excentricidade de 0,078 e possui um semieixo maior de 36,604 UA. O seu periélio leva o mesmo a uma distância de 33,761 UA em relação ao Sol e seu afélio a 39,446 UA.